# Laka (řeka)
Laka (rusky Лака) je řeka v Archangelské oblasti v Rusku. Je 157 km dlouhá. Povodí má rozlohu 1390 km².

## Průběh toku
Pramení na Bělomořskokulojské planině. Ústí zleva do řeky Kuloj (úmoří Bílého moře).

## Vodní stav
Zdroj vody je sněhový a dešťový. Zamrzá v listopadu a rozmrzá na začátku května.